# Blå linjen (Stockholms tunnelbana)
Blå linjen, eller Tunnelbana 3 (Tub 3) som den heter internt, historiskt även Järvabanan, är ett av tre bansystem i Stockholms tunnelbana. Blå linjen går från Kungsträdgården, via T-Centralen, till Västra skogen, där den förgrenas och fortsätter till Hjulsta respektive Akalla (linje 10 respektive 11). Blå linjen har haft blå färg på SL:s kartor sedan den invigdes och kallas "Blå linjen" i SL:s kommunikation med trafikanterna sedan cirka 1990.

## Historik
|  |  |  | Urban track end start |

|  |  | Urban track end start | Urban straight track |  |

|  |  | Urban straight track | Unknown BSicon "uSTR+GRZq" |  |

|  |  | Unknown BSicon "uABZgl" | Unknown BSicon "uABZg+r" |  |

|  |  | Unknown BSicon "uSTR+GRZq" | Urban straight track |  |

|  |  | Urban straight track | Urban straight track |  |

|  |  | Unknown BSicon "uSTR+GRZq" | Urban straight track |  |

|  |  | Unknown BSicon "uSTRl" | Unknown BSicon "uABZg+r" |  |

|  |  |  | Urban straight track |

|  |  |  | Unknown BSicon "uSTR+GRZq" |

|  |  |  | Urban straight track |

|  |  |  | Urban track end end |

|  |  |  | Urban track end start |

|  |  | Urban track end start | Urban straight track |  |

|  |  | Urban straight track | Unknown BSicon "uSTR+GRZq" |  |

|  |  | Unknown BSicon "uABZgl" | Unknown BSicon "uABZg+r" |  |

|  |  | Unknown BSicon "uSTR+GRZq" | Urban straight track |  |

|  |  | Urban straight track | Urban straight track |  |

|  |  | Unknown BSicon "uSTR+GRZq" | Urban straight track |  |

|  |  | Unknown BSicon "uSTRl" | Unknown BSicon "uABZg+r" |  |

|  |  |  | Urban straight track |

|  |  |  | Unknown BSicon "uSTR+GRZq" |

|  |  |  | Urban straight track |

|  |  |  | Urban track end end |

Det första spadtaget togs den 2 september 1966 och banan invigdes nio år senare, den 31 augusti 1975, men då endast sträckan mellan Hjulsta och T-Centralen. Tågen mot Hjulsta gick vid den tiden via Hallonbergen. Den 5 juni 1977 invigdes sträckan mellan Hallonbergen och Akalla, och den 30 oktober samma år sträckan mellan T-Centralen och Kungsträdgården. Den 19 augusti 1985 blev sträckan Västra skogen – Centrala Sundbyberg – Rissne klar och linje 10 drogs om denna sträcka. Därmed kom inga fler trafiktåg att trafikera sträckan Hallonbergen–Rinkeby. Sträckan har sedan dess bara använts till vagntransporter till och från vagnhallen i Rissne. 
Huvudanledningen till att linjen byggdes var behovet av kollektivtrafik till de stora bostadsområden som byggts i nordvästra delen av Stockholm under perioden 1965–1975. Flera av dessa områden fick dock klara sig utan tunnelbana under de första åren eftersom invigningen av tunnelbanan dröjde till år 1975. Kollektivtrafikförsörjningen till Tensta och Rinkeby skedde under dessa år med matarbussar från Spånga station.
Blå linjen är mer påkostat byggd än de andra linjerna eftersom de allmänna kraven på byggutformning ökat med tiden. Totalkostnaden för Blå linjen var cirka 1,4 miljarder svenska kronor i 1975 års penningvärde.

## Sträckning
Med 25,5 km är blå linjen den kortaste av banorna i Stockholms tunnelbana, hela banan ligger dock norr om Mälarsnittet. Linje 10 går mellan Kungsträdgården och Hjulsta och innefattar 14 stationer. Linje 11 går mellan Kungsträdgården och Akalla och innefattar totalt 12 stationer om man inte räknar med ”spökstationen” Kymlinge som aldrig tagits i bruk. Sex av stationerna trafikeras av båda linjerna och förgreningspunkten ligger vid Västra Skogen. År 2005 hade den blå linjen i genomsnitt cirka 151 000 passagerare per dag och ungefär 55 miljoner passagerare om året.
Totalt har banan 20 stationer, varav 19 är så kallade bergstationer och en (Kista) är en så kallad ytstation. Hela banan är 25 516 meter lång. Tunneln som sträcker sig från Hjulsta till Kungsträdgården är den längsta i hela tunnelbanesystemet, 14,3 km, och är även Sveriges längsta trafikerade tunnel över huvud taget. Tunnelbanans tunnlar brukar dock inte stå med i listor över landets tunnlar. Trots att blå linjen nästan helt går i tunnel innehåller den även tunnelbanans längsta bro, en högbanesträcka vid Kista, 1 200 meter lång.
Blå linjens enda depå ligger i Rissne. Depån ligger på den gamla sträckningen mellan Hallonbergen och Rinkeby, som ursprungligen användes för trafik men numera endast för vagntransporter. I anslutning till denna depå planeras också en ny depå för Tvärbanan och dess utbyggnad från Norra Ulvsunda till Helenelund via bland annat Rissne. När Blå linjen tar över Hagsätragrenen från dagens Gröna linje kommer en depå att tillkomma i Högdalen.

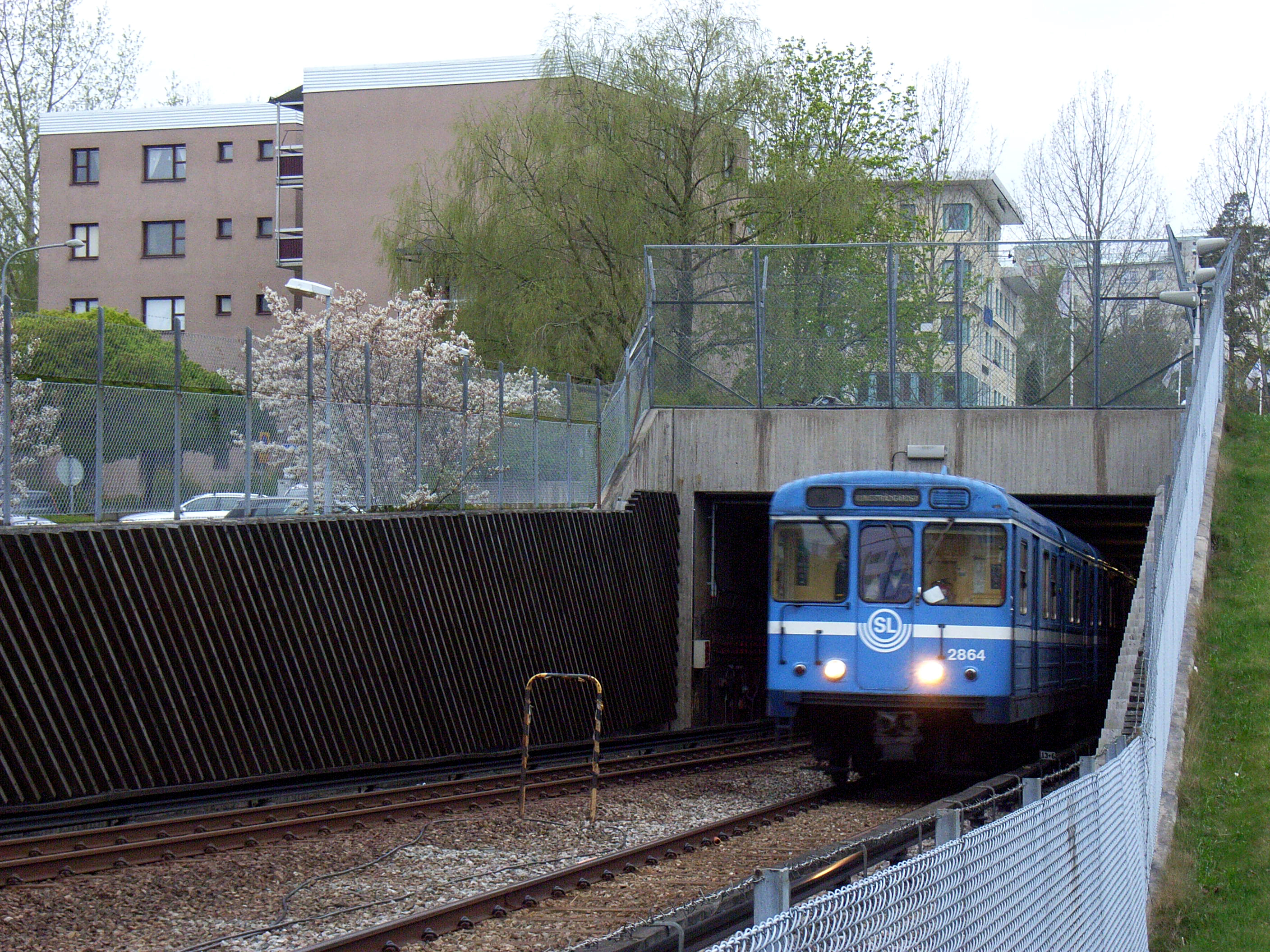
Ett tåg av typ C9 på linje 11 mot Kungsträdgården kommer upp ur tunneln strax norr om station Kista år 2008.

### Stationer
De 12 största stationerna (efter antal påstigande på blå linjen en vintervardag 2020) är:
| Nr | Station                   | Antal påstigande/dygn |
| -- | ------------------------- | --------------------- |
| 1  | T-Centralen (blå linjen)  | 101 400               |
| 2  | Fridhemsplan (blå linjen) | 32 300                |
| 3  | Kista                     | 11 100                |
| 4  | Sundbybergs centrum       | 7 800                 |
| 4  | Rådhuset                  | 7 800                 |
| 6  | Solna centrum             | 7 500                 |
| 7  | Stadshagen                | 7 200                 |
| 8  | Hallonbergen              | 5 400                 |
| 9  | Akalla                    | 4 600                 |
| 10 | Västra skogen             | 4 400                 |
| 10 | Tensta                    | 4 400                 |
| 10 | Husby                     | 4 400                 |

## Pågående utbyggnad till Barkarby och Nacka

### Utbyggnad till Barkarby
En förlängning av blå linjen från Akalla till Barkarbys pendeltågsstation är under byggnation, för att möjliggöra byten till pendeltågen och få en tunnelbanestation till det nya bostadsområdet Barkarbystaden, mellan Barkarby och Akalla. De två nya stationerna kommer att heta Barkarbystaden och Barkarby. Det officiella första spadtaget togs i september 2018. Hela tunnelsprängningen blev klar 2023 och arbetet beräknas vara färdigt till december 2027.

### Utbyggnad till Nacka
Då tunnelbana 3 projekterades under rekordåren på 1960-talet fanns planer på att dra linjen vidare från Kungsträdgården till Nacka, men planerna förverkligades inte. Sedermera har dessa planer åter blivit aktuella då det inom ramen för 2013 års Stockholmsförhandling planerats en utbyggnad till Nacka centrum, där en ny bussterminal för bussar mot olika delar av Nacka och Värmdö kommuner ska byggas för att avlasta bussterminalen vid Slussen. Linjen kommer att gå Kungsträdgården – Sofia – Hammarby kanal – Sickla – Järla – Nacka. Arbetet med utbyggnaden till Nacka startade år 2020 och beräknas vara färdigt till år 2030.
I Stockholmsförhandlingen ingår även en utbyggnad från Sofia till Sockenplan, vilket innebär att Hagsätragrenen konverteras till Blå linjen i stället för till Gröna linjen. Sträckningen genom Slakthusområdet med en ny station beslutades i maj 2015. Därmed försvinner stationerna Globen och Enskede gård.

## Bilder

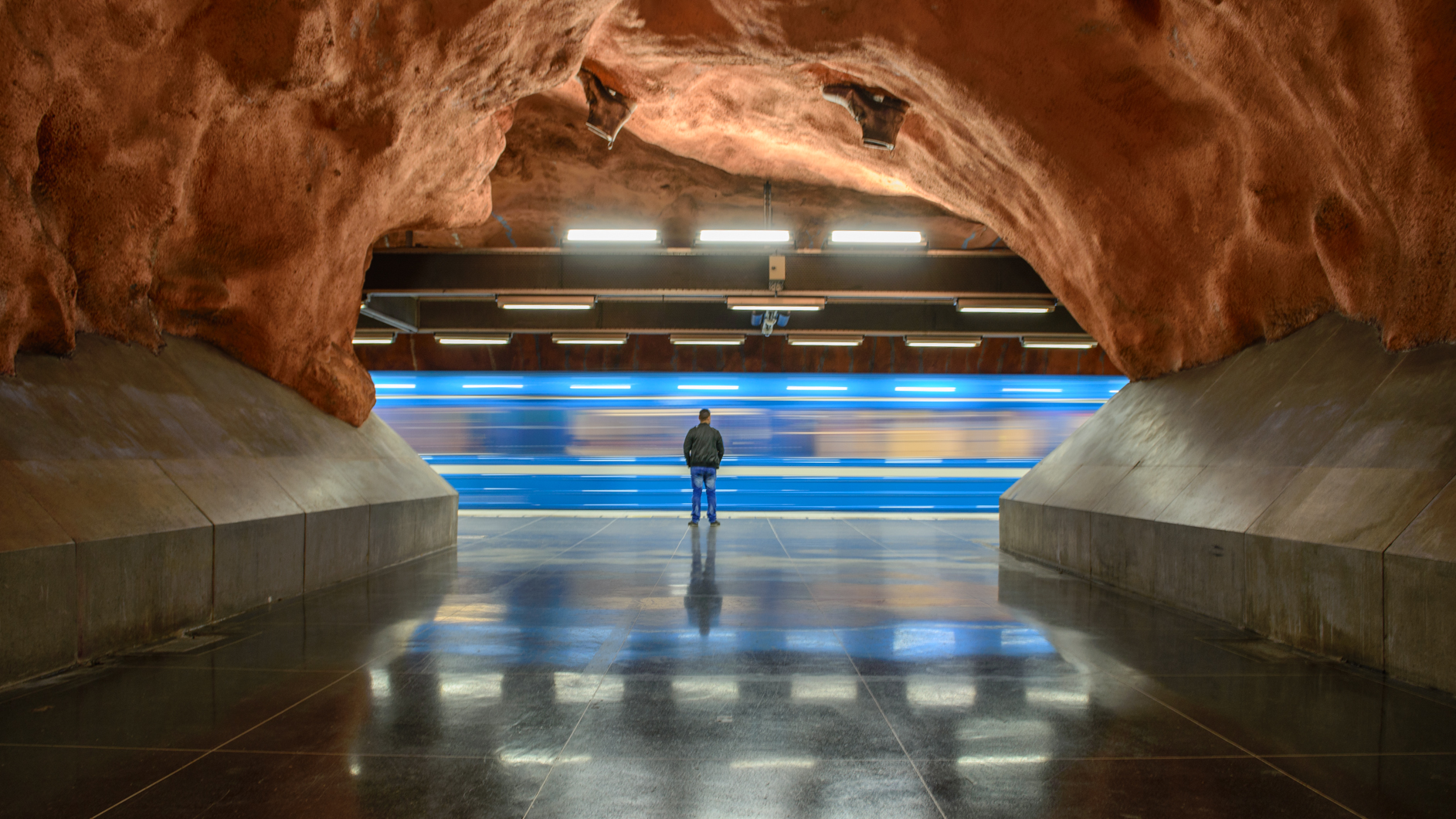
Rådhuset
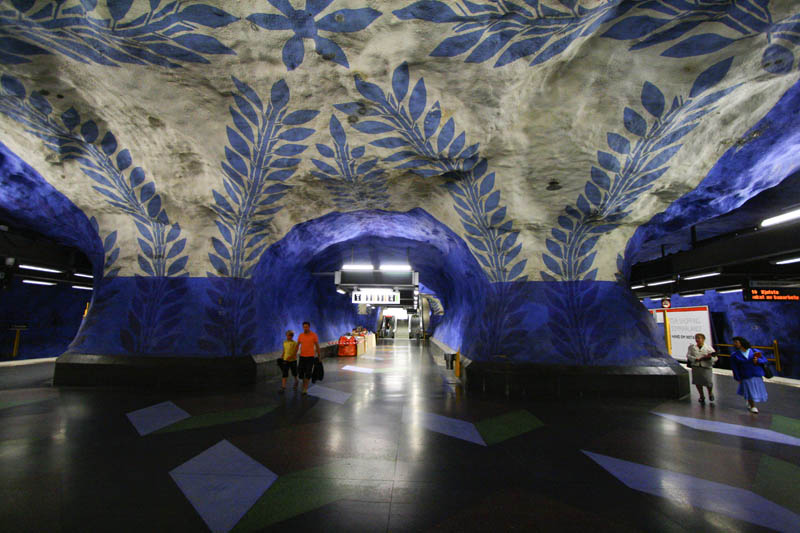
T-Centralen
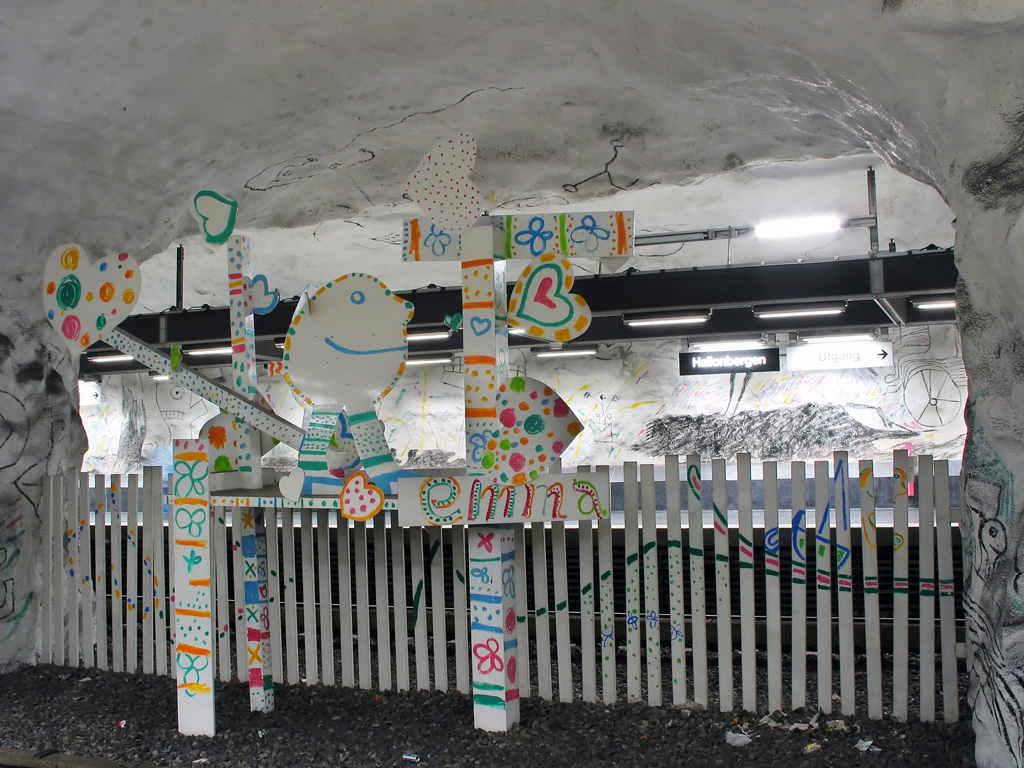
Hallonbergen
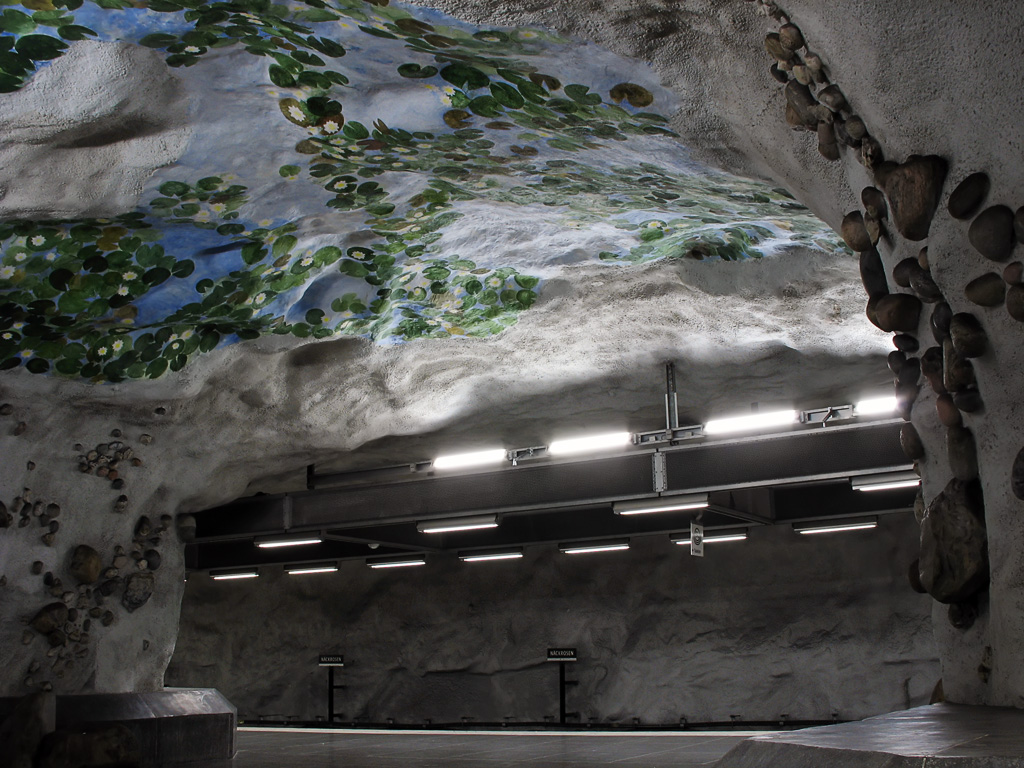
Näckrosen
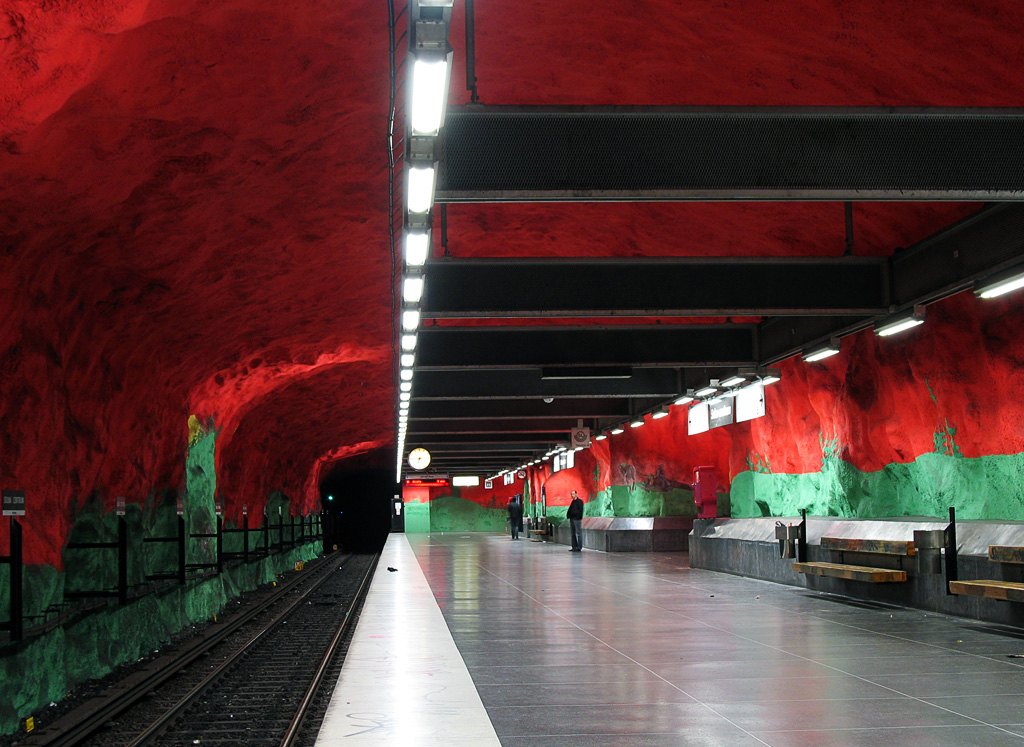
Solna centrum
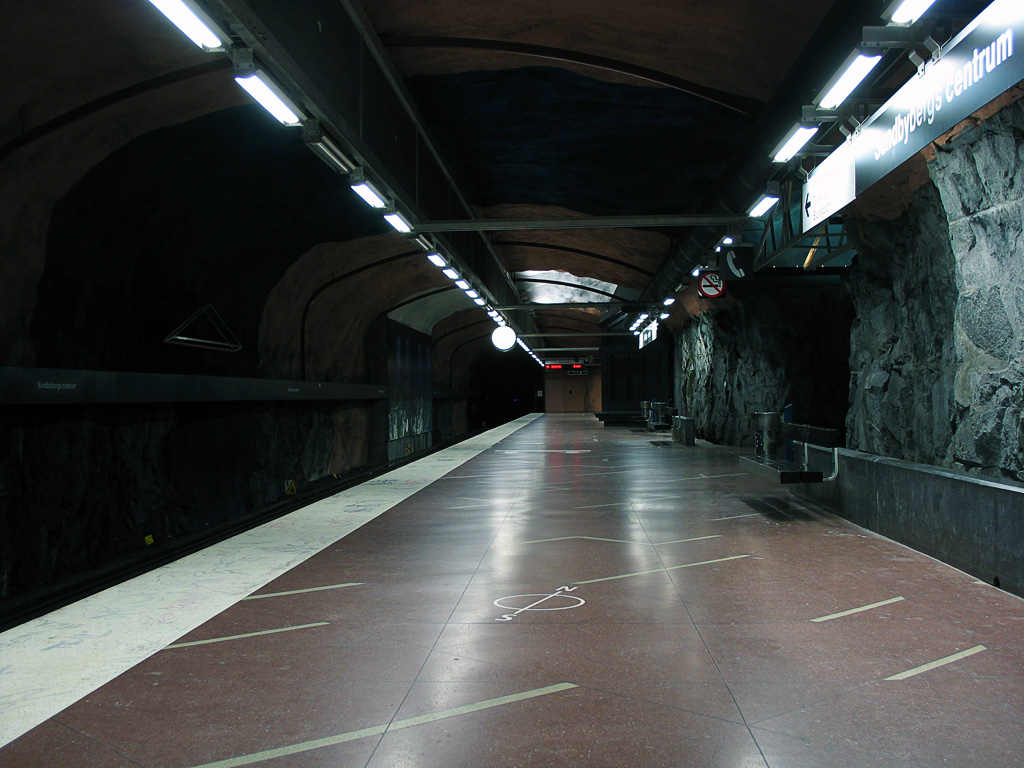
Sundbybergs centrum
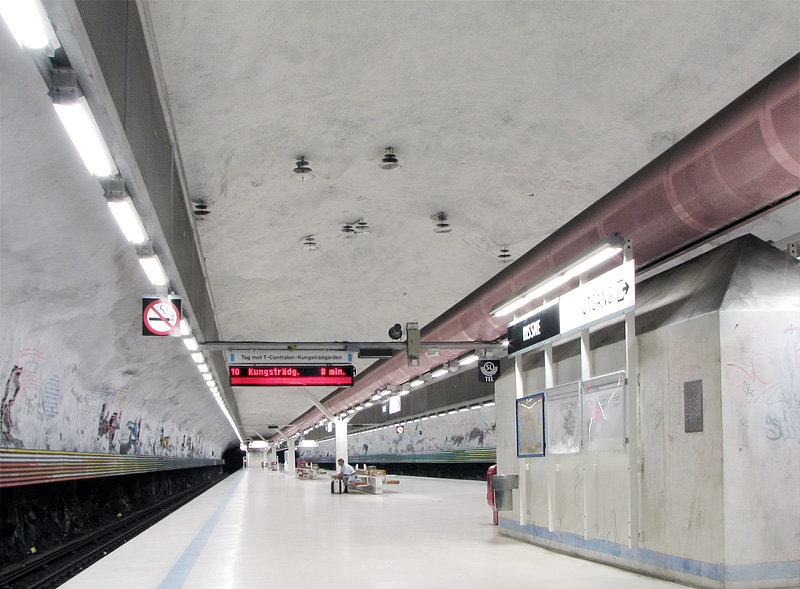
Rissne
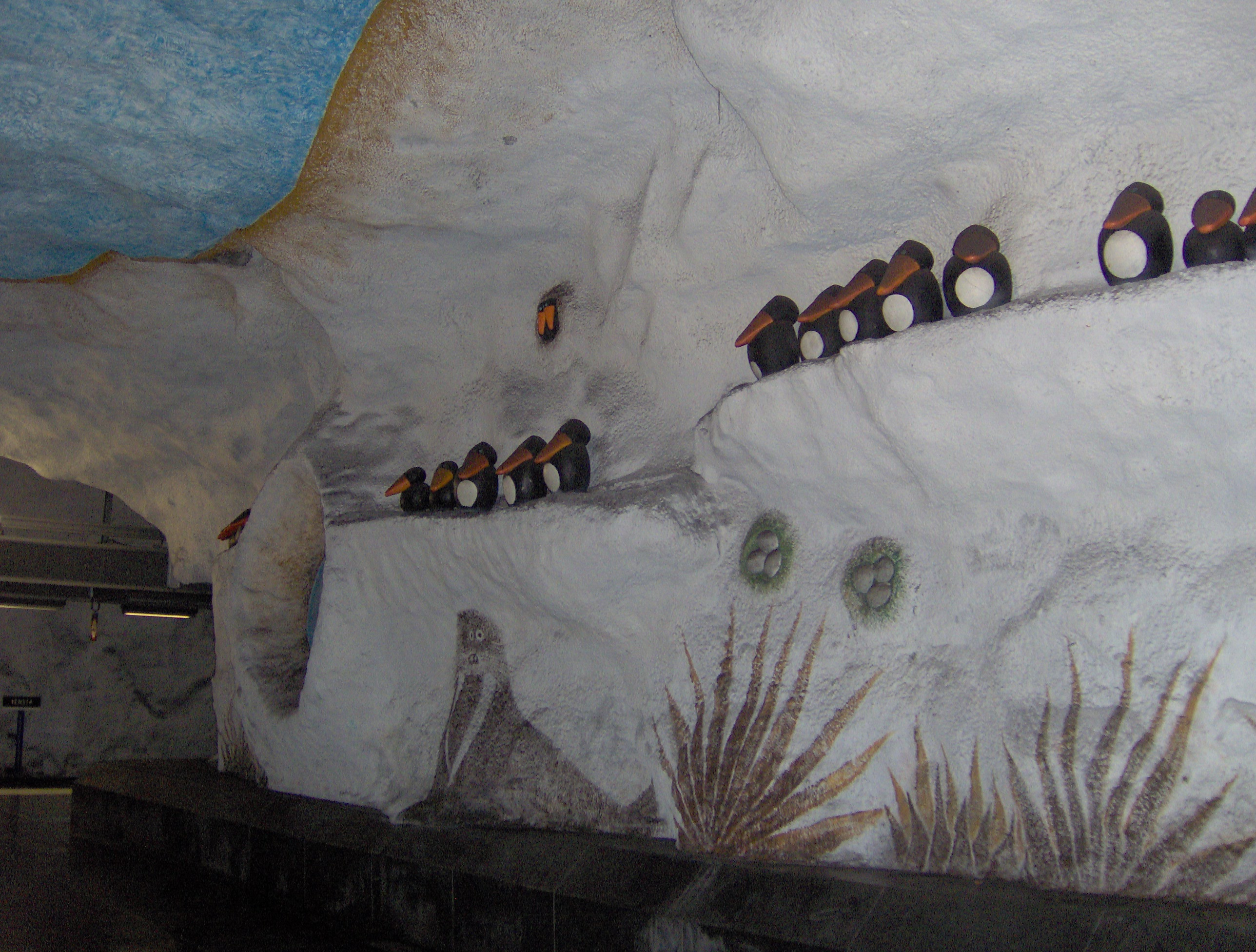
Tensta

## Fotnoter
1. ↑   Arkiverad 24 september 2015 hämtat från the Wayback Machine. och boken "Stockholms tunnelbanor 1975"
2. ↑  ”Tvärbanans spårvagnsdepå i Rissne”. Sundbybergs stad. https://www.sundbyberg.se/bygga-bo-och-miljo/stadsbyggnad-och-planering/detaljplaner/pagaende-detaljplaner/rissne---rissneleden-tvarbanans-sparvagnsdepa. Läst 27 september 2024.
3. ↑  ”Fakta om SL och länet år 2020” (PDF). AB Storstockholms Lokaltrafik. sid. 53. Arkiverad från originalet den 29 september 2022. https://web.archive.org/web/20220929150911/https://www.regionstockholm.se/globalassets/2.-kollektivtrafik/fakta-om-sl-och-lanet/fakta-om-sl-lanet-2020.-pdf.pdf. Läst 1 februari 2023.
4. ↑  ”Arkiverade kopian”. Arkiverad från originalet den 19 augusti 2016. https://web.archive.org/web/20160819210909/http://nyatunnelbanan.sll.se/sv/tunnelbana-till-barkarby. Läst 2016-07- 24.
5. ↑  http://nyatunnelbanan.sll.se/sites/tunnelbanan/files/Nyhetsbrev-nya-tunnelbanan-till-Barkarby-juni-2016-for-WF.pdf
6. ↑  ”Blå linje till Barkarby”. Nya tunnelbanan. https://nyatunnelbanan.se/sv/barkarby. Läst 12 september 2024.
7. ↑  ”Arkiverade kopian”. Arkiverad från originalet den 3 september 2016. https://web.archive.org/web/20160903160435/http://nyatunnelbanan.sll.se/sv/nackasoderort. Läst 24 juli 2016.
8. ↑  http://nyatunnelbanan.sll.se/sites/tunnelbanan/files/Nyhetsbrev-nya-tunnelbanan-till-Nacka-soderort-juli-2016.pdf